# القرانتين (العدين)

تعديل مصدري - تعديل

القرانتين محلة تابعة لقرية الظهار، التابعة لعزلة الجبلين بمديرية العدين إحدى مديريات محافظة إب في الجمهورية اليمنية.، بلغ تعداد سكانها 88 حسب تعداد اليمن لعام 2004.